# Änge, Krokoms kommun
Änge (tidigare Jämtlands Änge) är en tätort i Offerdals distrikt (Offerdals socken) i Krokoms kommun, Jämtlands län.

## Historia

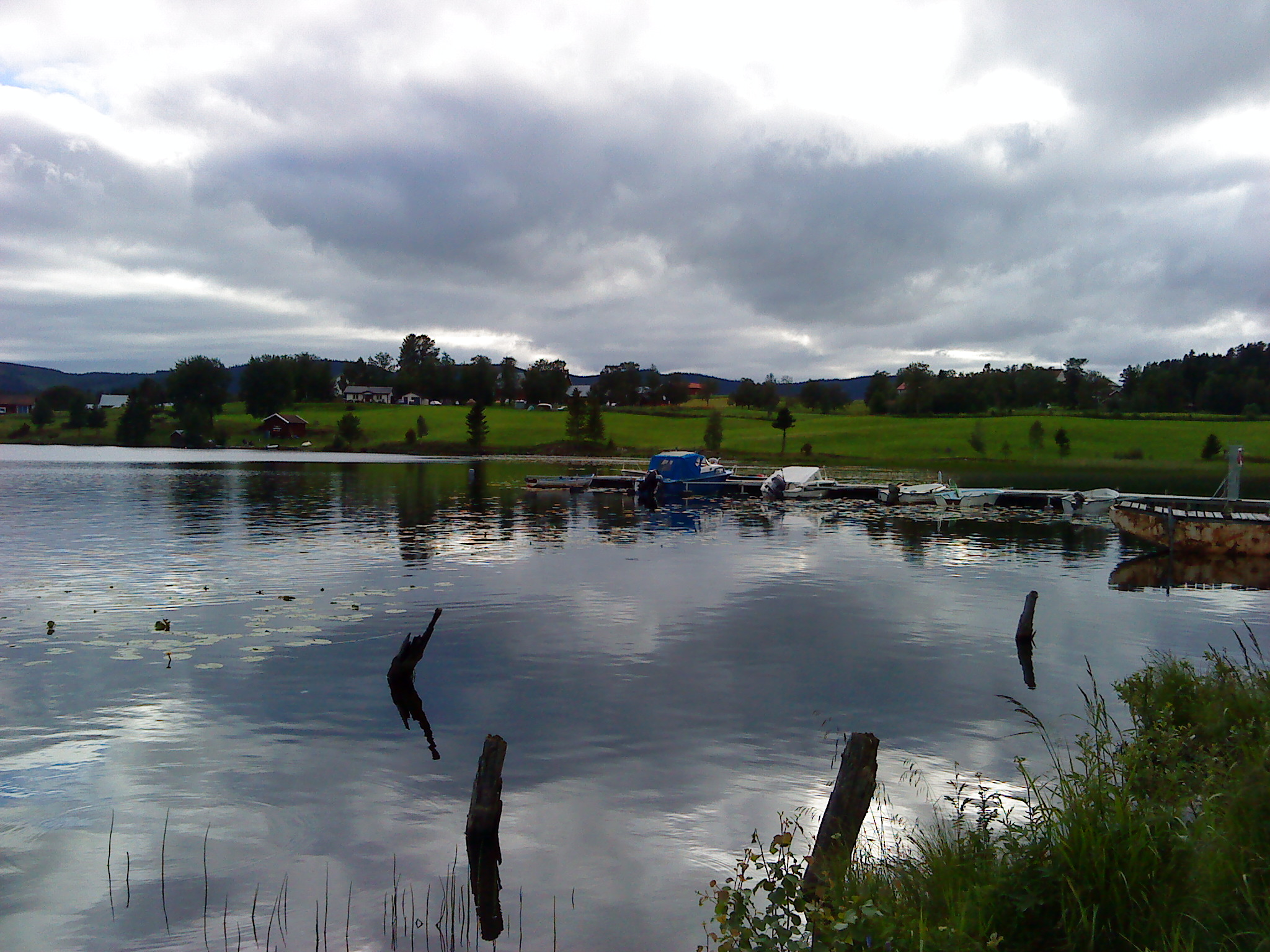
Gamla Änge vid Näldsjön

Änge har liksom övriga byar i Offerdals socken en lång historia, präglad av jordbruksnäringen. Byn är belägen vid Näldsjön och omtalas första gången år 1413.
På 1870-talet började ångbåtstrafiken mellan Änge och Nälden, dit järnvägen kom år 1880. Ångbåtstrafiken ledde till ett uppsving för orten som på 1800-talet även utvecklades till kurort. Änge Brunns- och Badanstalt erbjöd olika typer av kallbad, karbad, gyttjebad med mera.
År 1856 startade Änge färgeri vid Ängesån. Därefter startade Änge bränneri och sedan tidigare fanns en kvarn vid ån. Första affären i Änge öppnades år 1860, samma år som Änge garveri startade. Änges gästgiveri har skildrats i Berta Magnussons bygdespel Lisa på Gästis från år 2007.
I början på 1900-talet blev Änge huvudort i Offerdals landskommun. I februari 1903 öppnades Änge mejeri som drevs fram till 1960-talet, då produktionen flyttades till Östersunds mejeri. I Änge uppfördes vidare bland annat läkarstation, post, banker med mera. På 1950- och 1960-talen uppfördes bland annat kommunkontor och högstadieskola i Änge. En modern villa- och hyreshusbebyggelse växte fram i ortens centrala delar. I samband med att Offerdals kommun blev en kommundel i Krokoms kommun förlorade Änge sin ställning som kommunhuvudort.

### Befolkningsutveckling
| Befolkningsutvecklingen i Änge 1960–2020 | Befolkningsutvecklingen i Änge 1960–2020 | Befolkningsutvecklingen i Änge 1960–2020 | Befolkningsutvecklingen i Änge 1960–2020 | Befolkningsutvecklingen i Änge 1960–2020 |
| ---------------------------------------- | ---------------------------------------- | ---------------------------------------- | ---------------------------------------- | ---------------------------------------- |
|                                          |                                          |                                          |                                          |                                          |
| År                                       |                                          |                                          | Folkmängd                                | Areal (ha)                               |
| 1960                                     | 1960                                     |                                          | 216                                      |                                          |
| 1965                                     | 1965                                     |                                          | 244                                      |                                          |
| 1970                                     | 1970                                     |                                          | 275                                      |                                          |
| 1975                                     | 1975                                     |                                          | 361                                      |                                          |
| 1980                                     | 1980                                     |                                          | 370                                      |                                          |
| 1990                                     | 1990                                     |                                          | 414                                      | 56                                       |
| 1995                                     | 1995                                     |                                          | 393                                      | 56                                       |
| 2000                                     | 2000                                     |                                          | 405                                      | 56                                       |
| 2005                                     | 2005                                     |                                          | 387                                      | 56                                       |
| 2010                                     | 2010                                     |                                          | 314                                      | 56                                       |
| 2015                                     | 2015                                     |                                          | 322                                      | 62                                       |
| 2020                                     | 2020                                     |                                          | 351                                      | 62                                       |
|                                          |                                          |                                          |                                          |                                          |

## Näringsliv

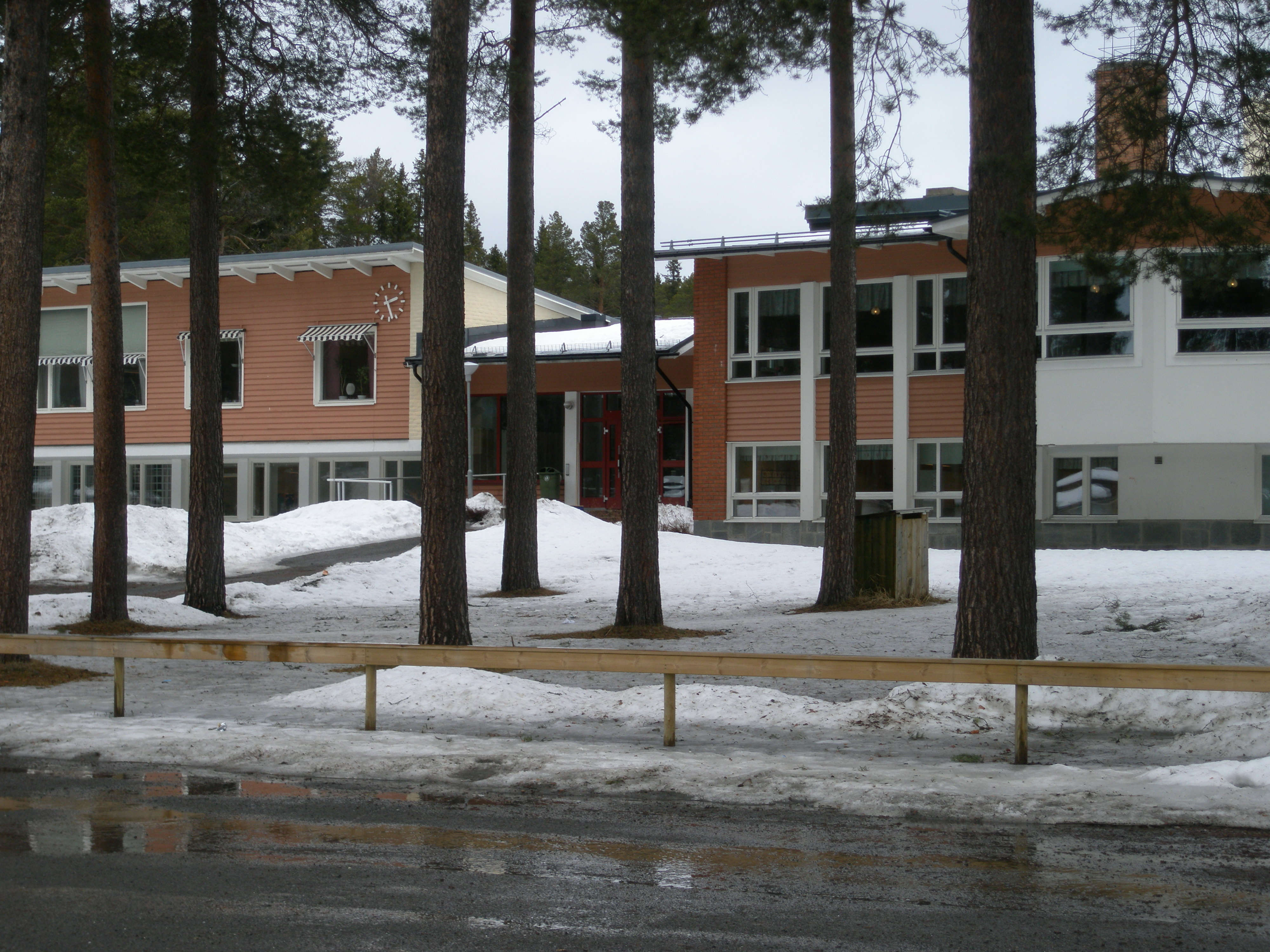
Änge Centralskola

I Änge finns i dag bland annat en hälsocentral, en livsmedelsaffär, apotek, konditori, gym, bygghandel och bibliotek. På 1960-talet byggdes en låg-, mellan- och högstadieskola med intilliggande simhall och idrottsplats, Änge Centralskola. Vid skolan finns även Krokoms kommuns grundsärskola för år 1–10 samt fritidshem och fritidsgård.
Den största arbetsgivaren på orten är Änge Chark AB som grundades 1934. Änge Chark tillverkar korv och charkprodukter. 
Genom Änge går länsväg Z 675 och länsväg Z 677 mellan Tulleråsen och Rönnöfors.

## Kända personer med anknytning till Änge
- Carl-Göran Ekerwald, författare och översättare från Änge
- Göran Boström, konstnär från Änge